# ۳۷۳ (پیش از میلاد)
۳۷۳ (پیش از میلاد) ۳۷۳مین سال قبل از تقویم میلادی است.